# مرد (فیلم ۲۰۰۵)
مرد (به انگلیسی: The Man) یک فیلم کمدی اکشن و جنایی آمریکایی محصول سال ۲۰۰۵ به کارگردانی لس میفیلد با بازی ساموئل ال. جکسون، یوجین لوی، میگوئل فرر، سوزی اسمن، آنتونی مکی، گیگی رایس، راچل کرفرد، هوراتیو سانز و نستور سرانو است.
مرد به کارگردانی لس میفیلد و تهیه کنندگی راب فرید، بر اساس فیلمنامه‌ای از جیم پوداک، مارگارت اوبرمن و استفن کارپنتر، و بر اساس داستانی از پیداک و اوبرمن ساخته شده است. فیلمبرداری در تورنتو، همیلتون و اوک‌ویل، انتاریو، کانادا انجام شد. نیو لاین سینما مرد را در کانادا (از طریق آلیانس آتلانتیس) و ایالات متحده در ۹ سپتامبر ۲۰۰۵ منتشر کرد.
مرد در آخر هفته افتتاحیه خود در ۲۰۴۰ سینما ۴٫۰۶۵٫۰۱۴ دلار به دست آورد. در مجموع، این فیلم یک بمب گیشه بود و تنها ۸٫۳۳۰٫۷۲۰ دلار در ایالات متحده و کانادا و ۱۲٫۳۸۲٫۳۶۲ دلار در سراسر جهان به دست آورد. دی وی دی در ۱۰ ژانویه ۲۰۰۶ منتشر شد.

## بازخوردها
این فیلم نقدهای منفی از سوی منتقدان دریافت کرده است، بسیاری از آنها نوشته‌اند که طرح بی معنی است و شوخی های آن دوباره تکرار شده است. در جمع‌آوری نقد راتن تومیتوز، این فیلم بر اساس 102 نقد، امتیاز 12 درصد را به خود اختصاص داده است. در اجماع سایت آمده است: «علی‌رغم حضور پولادین ساموئل ال. جکسون و زمان‌بندی کمیک یوجین لوی، طرح مرد بی‌معنی است و شوخی‌های آن تکرار می‌شود.». در متاکریتیک، این فیلم بر اساس 27 نقد، میانگین وزنی 33 از 100 را دارد که نشان‌دهنده «بررسی‌های عموماً نامطلوب» است.

## خلاصه داستان
یک مأمور فدرال به قتل می‌رسد و «دریک ون» مأموری مخفی برای بازگردانی سلاح‌های سرقت شدن و یافتن قاتل عازم می‌شود. ”اندی فیلدر” مرد خانواده و یک دندانپزشک است که عازم یک کنفرانس می‌شود. این دو با هم برخورد می‌کنند و…